# تشارلز ألفرد دروري
تشارلز ألفرد دروري هو سياسي كندي، ولد في 1844 في سيمكو ‏ في كندا، وتوفي في 12 يناير 1905 في باري في كندا بسبب السكري. نشط حزبياً في الحزب الليبرالي في أونتاريو ‏. وقد انتخب عضو برلمان مقاطعة أونتاريو ‏.